# NGC 4537
NGC 4537 (NGC 4542) é uma galáxia espiral (S?) localizada na direcção da constelação de Canes Venatici. Possui uma declinação de +50° 48' 20" e uma ascensão recta de 12 horas, 34 minutos e 49,1 segundos.
A galáxia NGC 4537 foi descoberta em 17 de Fevereiro de 1831 por John Herschel.